# Sommer Contemporary Art
Sommer Contemporary Art (ивр. זומר אמנות עכשווית‎, англ. Sommer Contemporary Art) — галерея современного искусства, располагающаяся на бульваре Ротшильда в израильском городе Тель-Авив; открылась в 1999 году, ставит себе целью продвижение современных израильских художников на международной арт-сцене и, одновременно, представление международных художников в Израиле; в ноябре 2005 года переехала в новое выставочное пространство, переоборудованное из исторического здания Тель-Авива; сотрудничала с художниками Ади Нес и Яэль Бартана.

## История и описание
Галерея современного искусства «Sommer Contemporary Art» была открыта израильским куратором и галеристом Ирит Файн Зоммер (Irit Fine Sommer) в Тель-Авиве в 1999 году. Галерея, расположенная в историческом здании на бульваре Ротшильда, входит, по данным газеты New York Times, в списки наиболее влиятельных в Израиле институтов, посвящённых современном искусству. Первым помещением галереи стал небольшой зал по адресу бульвар Ротшильда, дом 64.
С момента своего открытия целью галереи было продвижение современных израильских художников на международной арт-сцене и, одновременно, представление международных художников в Израиле. В ноябре 2005 года галерея переехала в новое выставочное пространство в доме номер 13 по той же улице; благодаря большей площади у галереи появилась возможность выставлять масштабные инсталляции, в том числе и создаваемые специально для неё. За годы своего существования «Sommer Contemporary Art» представила широкой аудитории таких художников как Ади Нес, Иегудит Саспортас, Яэль Бартана, Томас Зипп, Греогор Хильдебрандт и Уго Рондиноне.
Так с начала октября по конец декабря 2017 года в галерее проходила масштабная выставка работ художника Грегора Хильдебрандта (род. 1974) «Gregor Hildebrandt — Die schwarze Sorge um das Segel / The Black Concern for the Sail», для которой Хильдебрандт создал из ленты аудиокассет фарус и грот, приспособленные для 12-метровой парусной яхты, на которой он переплыл из Кипра в Тель-Авив. Летом 2018 года родившийся в Израиле и работающий в Копенгагене скульптор Tal R (род. 1967) выставил свои работы в рамках персональной выставки «Tal R — Satie Moon Walking», представив серию деревянных и керамических произведений на тему дымохода. С момента своего создания галерея принимала участие в арт-ярмарках «Art Basel», «Frieze London» и «Art Cologne».